# Диалоги о естественной религии

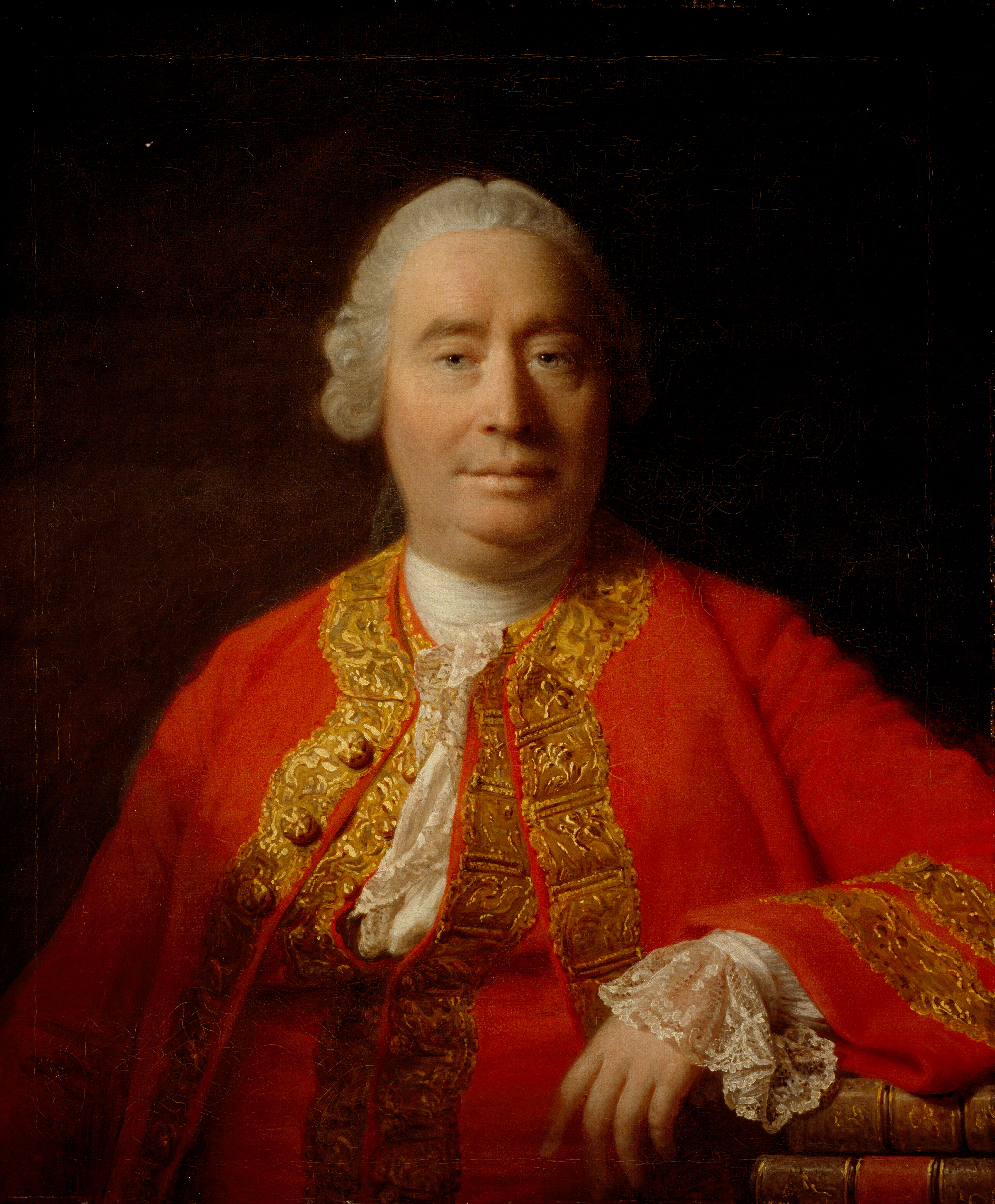
Дэвид Юм

«Диалоги о естественной религии» (англ. Dialogues Concerning Natural Religion) — книга шотландского философа Дэвида Юма, опубликованная в 1779 году. В диалоге три философа: Демей, Филон и Клеант — обсуждают природу существования Бога. Остается предметом научных споров, относятся ли эти имена к конкретным философам. Каждый из них соглашается, что Бог существует, но их мнения по поводу природы Бога, а также процесса познания божества человечеством резко отличаются.
В Диалогах персонажи Юма обсуждают ряд аргументов в пользу существования Бога и методов, через которые, по мнению их сторонников, мы можем познать природу Бога. Среди них аргумент от замысла, для которого Юм использует пример с домом, и аргумент от зла (в мире больше страданий или благ?).
Юм начал писать Диалоги в 1750 году, но закончил только к 1776, незадолго до смерти. Они частично основаны на книге «О природе богов» Цицерона. Диалоги были посмертно опубликованы в 1779 без указания имени автора и издателя.
Во второй части Диалогов Филон замечает, что размножение животных оказывается лучшим объяснением сложности и разнообразию организмов, чем разумный замысел. В «Слепом часовщике» (1986) эволюционный биолог Ричард Докинз рассматривал свой выбор назвать книгу в честь знаменитого телеологического аргумента Уильяма Пейли, аналогии с часовщиком, и заметил, что Юм первым осуществил критику аргумента от замысла как объяснения замысла в природе, которую позже развил Чарльз Дарвин в «Происхождении видов».

## Персонажи
- Памфил — юноша, присутствующий при диалогах. В своем письме Гермиппу он детально пересказывает беседу Демея, Филона и Клеанта. На протяжении всей пьесы он выступает в роли рассказчика. В конце Диалогов он считает, что Клеант предоставил самые сильные аргументы. Однако он мог так думать только из-за уважения к своему учителю, ведь такая позиция не отражает собственные взгляды Юма на тему. Если просмотреть другие труды Юма о религии, можно заметить, что все они заканчиваются, по всей видимости, ироничными заявлениями, подтверждая правдивость христианских религиозных взглядов. Хоть ирония в Диалогах и не так очевидна, это наталкивает на мысль о таком варианте трактовки их концовки.[2] Цицерон использовал подобную технику в своих Диалогах.
- Клеант — «верующий-экспериментатор» — «образец ортодоксального эмпиризма»[3]. Он основывает свои убеждения о существовании и природе Бога на версии телеологического аргумента, которая использует свидетельство разумного замысла во Вселенной ради доказательства существования Бога и сходства его мышления с человеческим.
- Филон — персонаж, представляющий взгляды, наиболее близкие к точке зрения Юма, согласно большинству ученых.[4] Филон с Демеем критикуют взгляды Клеанта на антропоморфизм и телеологию. Хоть Филон и не отрицает существование Бога, он утверждает, что человеческий разум абсолютно некомпетентен, чтобы делать какие-либо предположения о божественном, будь то через априорные утверждения или наблюдения за природой.
- Демей «защищает позиции космологического аргумента и философского теизма…»[3] Он утверждает, что существование Бога должно быть доказано с помощью априорных рассуждений и что наши убеждения насчет природы Бога должны основываться на откровениях и фидеизме. Демей отвергает «естественную религию» Клеанта за излишний антропоморфизм. Демей возражает против отказа Филона и Клеанта (оба они эмпиристы) от априорных аргументов и считает, что Филон «принимает крайнюю форму скептицизма»[3].